# Philip J. Davis
Philip J. Davis (2 de enero de 1923-13 de marzo de 2018) fue un matemático aplicado y académico estadounidense, autor de numerosos textos de divulgación matemática.

## Semblanza
Davis nació en Lawrence, Massachusetts. Era conocido por su trabajo en análisis numérico y teoría de aproximación, así como por sus investigaciones en historia y filosofía de las matemáticas. Obtuvo sus títulos en matemáticas en la Universidad de Harvard (SB, 1943; PhD, 1950, asesor Ralph P. Boas, Jr.), y su puesto final fue de Profesor Emérito en la División de Matemáticas Aplicadas de la Universidad de Brown. 
Sirvió brevemente en un puesto de investigación aerodinámica en la Fuerza Aérea durante la Segunda Guerra Mundial, antes de unirse a la Oficina Nacional de Normas (ahora el Instituto Nacional de Normas y Tecnología), donde alcanzó el puesto de Jefe de Análisis Numérico, y trabajó en el conocido Abramowitz y Stegun Handbook of Mathematical Functions, antes de incorporarse a la Universidad de Brown en 1963. 
Recibió el Premio Chauvenet para escritos matemáticos en 1963 por un artículo sobre la función gamma, siendo galardonado con numerosos otros premios, incluyendo el ser escogido en 1991 para la Conferencia Hendrick de la Asociación Matemática Americana (que se convertiría en la base de su obra Espirales: Desde Teodoro al Caos). Conferenciante invitado frecuente y autor de varios libros, entre sus obras más conocidas figura Experiencia Matemática (con Reuben Hersh), una revisión en clave popular de la matemática moderna, y su texto de historia y filosofía; Métodos de Integración Numérica (con Philip Rabinowitz), durante mucho tiempo un trabajo de referencia sobre el tema de la cuadratura; e Interpolación y Aproximación, todavía un texto importante en esta área.
Por Experiencia Matemática (1981), Davis y Hersh ganaron el Premio Nacional del Libro en la categoría de Ciencia.
Davis también escribió una autobiografía, La Educación de un Matemático; y algunos de sus otros libros también incluyen secciones autobiográficas. Además, publicó trabajos de ficción. Su libro más conocido fuera del campo de las matemáticas es El Hilo: Un Cuento Matemático ("The Thread: A Mathematical Yarn") (1983, 2º ed. 1989), que "ha elevado la digresión a una forma literaria" (Gerard Piel); repara en el nombre del matemático ruso Tschebyscheff, y en el proceso de explicar por qué insiste en que aquella "bárbara, teutónica, anómala ortografía" (según las palabras de un lector de su obra Interpolación y Aproximación, quien le escribió para manifestarle su desagrado), Davis inicia variadas digresiones en numerosas divertidas direcciones.
Davis murió el 13 de marzo de 2018 a la edad de 95 años.

## Publicaciones
- Unity and Disunity and Other Mathematical Essays, American Math Society, (2015)